# Percy Waram
Percy Thomas Carne Waram (n. 28 octombrie 1880, Kent, Anglia, Regatul Unit al Marii Britanii și Irlandei – d. 5 octombrie 1961, New York, SUA) a fost un actor de teatru englez a cărui carieră a avut loc cel mai mult în Statele Unite ale Americii. Cariera sa a durat 55 de ani pe scena americană și a avut roluri memorabile în The Shanghai Gesture, Elizabeth the Queen, Mary of Scotland, Pride and Prejudice și Anne of the Thousand Days.  A jucat în producția din Chicago Life With Father timp de trei ani, stabilind recorduri de box office și de audiență, după care a participat încă 38 de săptămâni în turneul național al spectacolului. A jucat timp de un an în producția de pe Broadway The Late George Apley, iar apoi a petrecut alte 80 de săptămâni în turneul național al spectacolului. 
A jucat în doar câteva filme, cel mai notabil fiind ultimul în care a apărut, Un chip în mulțime (A Face in the Crowd, 1959), în care a interpretat rolul generalului Haynesworth.

## Filmografie
| An   | Titlu                                       | Rol                | Note                       |
| ---- | ------------------------------------------- | ------------------ | -------------------------- |
| 1935 | Revolta de pe Bounty (Mutiny on the Bounty) | Coleman            | primul rol cinematografic  |
| 1939 | ...One Third of a Nation...                 | Arthur Mather      |                            |
| 1944 | Ministerul groazei (Ministry of Fear)       | Inspector Prentice |                            |
| 1947 | It Had to Be You                            | Horace Stafford    |                            |
| 1947 | The Late George Apley                       | Roger Newcombe     |                            |
| 1950 | The Big Hangover                            | John Belney        |                            |
| 1957 | A Face in the Crowd                         | Gen. Haynesworth   | ultimul rol cinematografic |

## Roluri de teatru
| An   | Titlu                          | Rol                            | Loc                    | Note                                                         |
| ---- | ------------------------------ | ------------------------------ | ---------------------- | ------------------------------------------------------------ |
| 1895 | East Lynne                     | English maid; French maid      | necunoscut             | debut în teatru; debut în Regatul Unit                       |
| 1902 | Everyman                       | necunoscut                     | Baltimore, Md.         | debut în Statele Unite                                       |
| 1903 | Twelfth Night                  | necunoscut                     | tur national           |                                                              |
| 1906 | Her Lost Self                  | necunoscut                     | West End (Londra)      |                                                              |
| 1909 | The Barber of New Orleans      | necunoscut                     | Broadway               | debut pe Broadway                                            |
| 1910 | The Fires of Fate              | necunoscut                     | Broadway               | [ 7 ]                                                        |
| 1916 | Treasure Island                | Capt. Smollett                 | Chicago; Broadway      | debut în Chicago; primul succes                              |
| 1916 | Somebody's Luggage             | necunoscut                     | Broadway               |                                                              |
| 1916 | Barbara's Wedding              | Gardener                       | Buffalo, N.Y.          | premiera mondială                                            |
| 1918 | Lilac Time                     | Captain Paget                  | tur national           |                                                              |
| 1918 | Lord and Lady Algy             | necunoscut                     | tur national           |                                                              |
| 1920 | Adam and Eva                   | Lord Andrew Gordon             | tur national           | 9 months in the role                                         |
| 1921 | The Married Woman              | George Herbert                 | Broadway               |                                                              |
| 1922 | The Shadow                     | Phillip Blanchard              | Broadway               |                                                              |
| 1922 | The Lucky One                  | Elder Brother (Bob Farringdon) | Broadway               |                                                              |
| 1922 | The Tidings Brought To Mary    | Jacques Hury                   | Broadway               |                                                              |
| 1923 | R.U.R.                         | Domin                          | Broadway               |                                                              |
| 1923 | A Love Scandal                 | Winthrop Field                 | Broadway               |                                                              |
| 1924 | Monsieur Beaucaire             | Beaucaire                      | Indianapolis, Ind.     |                                                              |
| 1924 | You and I                      | Maitland White                 | Indianapolis, Ind.     |                                                              |
| 1925 | Cape Smoke                     | Hugh Chadwell                  | Broadway               |                                                              |
| 1925 | Hamlet                         | Horatio                        | Broadway               | modern dress staging                                         |
| 1926 | Hangman's House                | Citizen Hogan                  | Broadway               |                                                              |
| 1927 | The Shanghai Gesture           | Sir William Charteris          | Chicago, tur national  | 11 months in the role                                        |
| 1928 | Major Barbara                  | Bill Walker                    | Broadway               |                                                              |
| 1929 | Camel Through the Needle's Eye | Servant                        | Broadway               |                                                              |
| 1929 | Major Barbara                  | Bill Walker                    | tur national           |                                                              |
| 1929 | Pygmalion                      | Col. Pickering                 | Detroit, regional tour |                                                              |
| 1930 | Elizabeth the Queen            | Sir Walter Raleigh             | Broadway, tur national | a dat naștere rolului                                        |
| 1932 | The Dubarry                    | Comte Dubarry                  | Broadway               | a dat naștere rolului                                        |
| 1933 | For Services Rendered          | Howard Bartlett                | Broadway               | a dat naștere rolului                                        |
| 1933 | Aren't We All?                 | necunoscut                     | Newport, R.I.          |                                                              |
| 1933 | Ruy Blas                       | Don Salluste de Bazan          | Broadway, Baltimore    |                                                              |
| 1933 | Mary of Scotland               | Lord Morton                    | Broadway               |                                                              |
| 1934 | Picnic                         | Uncle Robert                   | Broadway               |                                                              |
| 1934 | A Bill of Divorcement          | necunoscut                     | Newport, R.I.          |                                                              |
| 1934 | Art and Mrs. Bottle            | necunoscut                     | Newport, R.I.          |                                                              |
| 1935 | Living Dangerously             | Henry Pryor                    | Broadway               |                                                              |
| 1935 | Pride and Prejudice            | Mr. Bennett                    | Broadway               | a dat naștere rolului; 8 luni pe Broadway                    |
| 1936 | St Helena                      | Sir Hudson Lowe                | Broadway               |                                                              |
| 1936 | The Country Wife               | Mr. Pinchwife                  | Broadway               |                                                              |
| 1937 | Twelfth Night                  | Malvolio                       | Schenectady, N.Y.      |                                                              |
| 1937 | A Bill of Divorcement          | necunoscut                     | Suffern, N.Y.          |                                                              |
| 1937 | Pride and Prejudice            | Mr. Bennett                    | Suffern, N.Y.          |                                                              |
| 1938 | Ruy Blas                       | Don Salluste de Bazan          | Central City, Colo.    |                                                              |
| 1938 | The Merchant of Yonkers        | Horace Vandergelder            | Broadway               | a dat naștere rolului                                        |
| 1940 | Life With Father               | "Father" Clarence Day Sr.      | Chicago, tur national  | record-breaking 66 weeks in Chicago; 57 weeks on tour        |
| 1944 | The Late George Apley          | Roger Newcombe                 | Broadway, tur national | a dat naștere rolului; 11 luni pe Broadway; 80 weeks on tour |
| 1946 | Another Part of the Forest     | Marcus Hubbard                 | Broadway               | a dat naștere rolului; 11 luni pe Broadway                   |
| 1946 | Anne of the Thousand Days      | Cardinal Wolsey                | Broadway               | a dat naștere rolului; 7 luni pe Broadway                    |
| 1952 | The Gambler                    | Station Master/God             | Broadway               |                                                              |
| 1954 | Reclining Figure               | Lucas Edgerton                 | Broadway               | a dat naștere rolului                                        |
| 1955 | The Chalk Garden               | The Judge                      | Broadway               | a dat naștere rolului; 7 luni pe Broadway                    |
| 1957 | Monique                        | Insp. Desiré Merlin            | Broadway               | a dat naștere rolului; final stage role                      |